# Welahan (ort i Indonesien)
Welahan är en ort i Indonesien.   Den ligger i provinsen Jawa Tengah, i den västra delen av landet, 400 km öster om huvudstaden Jakarta. Welahan ligger 4 meter över havet och antalet invånare är 26 163.
Terrängen runt Welahan är mycket platt. Runt Welahan är det mycket tätbefolkat, med 1 177 invånare per kvadratkilometer. Närmaste större samhälle är Kudus, 13,7 km öster om Welahan. Trakten runt Welahan består till största delen av jordbruksmark.